# Глория Диксон
Гло́рия Ди́ксон (англ. Gloria Dickson), настоящее имя — Таи́с Эла́лия Ди́керсон (англ. Thais Alalia Dickerson; 13 августа 1917, Покателло, Айдахо, США — 10 апреля 1945, Лос-Анджелес, Калифорния, США) — американская актриса

.

## Ранние годы
Глория Диксон, урождённая Таис Элалия Дикерсон, родилась 13 августа 1917 года в Покателло (штат Айдахо, США). Диксон была дочерью банкира. Её отец серьёзно пострадал в автокатастрофе в 1927 году и скончался от последствий полученных травм в ноябре 1929 года в 51-летнем возрасте. После смерти отца, Глория, её мать и старшая сестра Дорис переехали в Калифорнию. Она окончила Среднюю школу политехникума Лонг-Бич.
В старших классах школы она начала играть в любительских театральных постановках. Воодушевлённая своими наставниками по актёрскому мастерству, она подрабатывала драматическими чтениями в социальных клубах и на радиостанции KFOX в Лонг-Бич.

## Карьера
В апреле 1936 года, когда она работала в постановке Федерального театрального проекта, она была замечена агентом по талантам Warner Bros. Максом Арноу, который подписал с ней контракт. Её дебют в кино в фильме «Они не забудут» (1937) вывел её на первое место в коротком списке голливудских знаменитостей, получивших широкую известность. Осенью 1937 года она появилась на обложках многих журналов и была предметом нескольких статей в крупных киножурналах с такими названиями, как «Самая счастливая девушка в мире» и «Новая звезда года».

## Личная жизнь
С 1938 по 1941 год Диксон была замужем за визажистом Перком Уэстмором; с 1941 по 1944 год — за режиссёром Рэйфом Мерфи; с июня 1944 года и до своей гибели — за бывшим боксёром Уильямом Фицджеральдом.

## Смерть
Диксон погибла во время пожара 10 апреля 1945 года в доме в Лос-Анджелесе, который она снимала у актёра Сидни Толера. Пожар начался в результате того, что не погасшая сигарета загорелась в мягком кресле на первом этаже, в то время как Диксон спала наверху. Тела Диксон и её немецкого боксёра были найдены в ванной; предположительно, она пыталась выбраться на улицу через окно ванной, но оказалась в ловушке. Она получила ожоги первой и второй степени, обожгла лёгкие и умерла от удушья. Она похоронена на кладбище Hollywood Forever.

## Избранная фильмография
| Год  |   | Русское название                          | Оригинальное название             | Роль                                    |
| ---- | - | ----------------------------------------- | --------------------------------- | --------------------------------------- |
| 1937 | ф | Они не забудут                            | They Won't Forget                 | Сибил Хейл                              |
| 1938 | ф | Они сделали меня преступником             | They Made Me a Criminal           | Пегги                                   |
| 1943 | ф | Самое странное дело Криминального доктора | The Crime Doctor's Strangest Case | миссис Кепплер / Эвелин Фентон Картрайт |